# Cuenca (Jaén)
Cuenca es una localidad española perteneciente al municipio de Hinojares, en la provincia de Jaén. En 2017 contaba con 50 habitantes.

## Historia
La localidad pertenece al término municipal jienense de Hinojares, en la comunidad autónoma de Andalucía. Hacia 1847 su población ascendía a 86 habitantes. En 2017 contaba con 50 habitantes. Cuenca aparece descrita en el séptimo volumen del Diccionario geográfico-estadístico-histórico de España y sus posesiones de Ultramar de Pascual Madoz de la siguiente manera:

CUENCA: ald. en la prov. de Jaen, part. jud. de Cazorla (4 leg.), térm. jurisd. de Inojares (1/4): sit. en la falda meridional de la sierra de Segura, junto al nacimiento del arroyo Turrillo, cuyas aguas riegan su reducido terr., abundante de frutas, entre las cuales es muy celebrada la pera de invierno. Su vecindario, que en tiempo de los árabes, de quienes fué conquistada en 1232 por el arz. D. Rodrigo Gimenez, era de alguna consideracion, se halla hoy reducido á 86 hab. harto miserables. riqueza y contr. con el ayunt. (V.)
(Madoz, 1847, p. 213)